# Městský hřbitov ve Slaném
Městský hřbitov ve Slaném je hlavní městský hřbitov ve Slaném. Nachází se v severovýchodní části města, v ulici Na Vinici, nedaleko historického jádra města. Sestává ze čtyř hřbitovních částí, které byly zřizovány průběžně.

## Historie

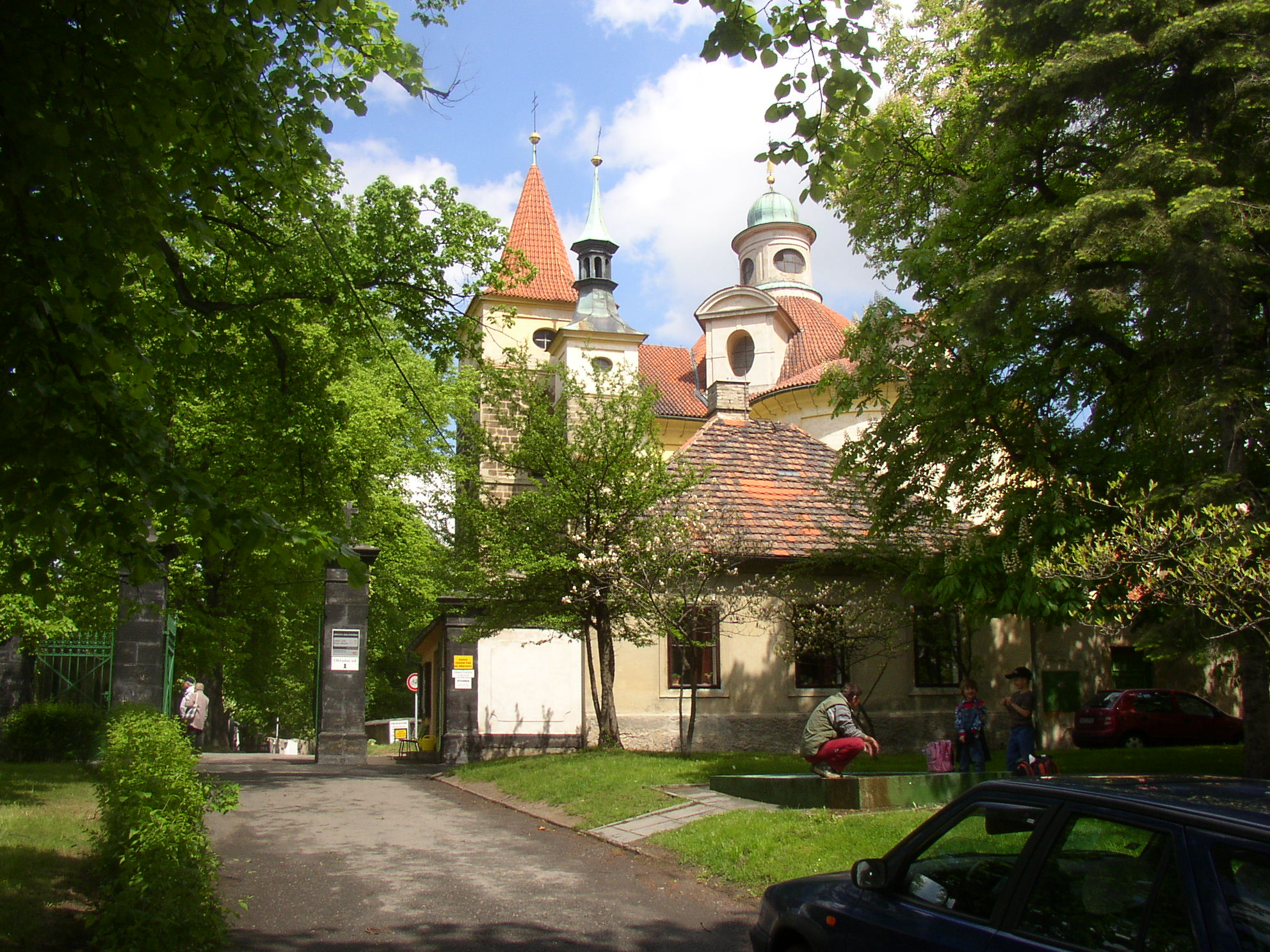
Kostel Nejsvětější Trojice a hlavní brána

### První hřbitov
Hřbitov vznikl jako historicky druhý hřbitov ve Slaném v roce 1576 v lokalitě zvané Na Golgotě. Nejstarší dochovaná deska je epitafem slánského měšťana Jiříka Balase (nebo Balaše), jeho manželky a dětí z roku 1584. Nedlouho poté byl roku 1602 dokončen hřbitovní protestantský raně barokní kostel Nejsvětější Trojice. Pod vlivem počínající rekatolizace obyvatel Habsburské monarchie byl kostel roku 1622 přeměněn na katolický, roku 1655 byl hrabětem Bernardem Ignácem Martinicem a jeho manželkou Proximenou založen františkánský klášter. Mniši přišli do Slaného ze znojemského kláštera. Roku 1744 došlo po vzájemných sporech k oddělení areálu kláštera a hřbitova a kláštera, vznikl zde hrobníkův dům, brána a hřbitovní zeď. 

### Druhý, třetí a čtvrtý hřbitov
Z důvodu nedostatečné kapacity starého hřbitova byl vedle pohřebiště roku 1867 otevřen druhý hřbitov. Vznikl s přispěním tehdejšího starosty Josefa Hlaváčka, hřbitov posvětil Kanovník metropolitní kapituly Jan Bernard, který se ve Slaném narodil. Již roku 1888 byl během úředního období starosty Augusta Hemerky a s posvěcením mons. Karla Janeiga otevřen třetí hřbitov, roku 1922 potom areál čtvrtého hřbitova. Židé ze Slaného a okolí byli pohřbíváni na místním židovském hřbitově.
Podél zdí a při hlavní ose hřbitova je umístěno několik hrobek významných obyvatel města. Pohřbeni jsou zde i rakousko- uherští vojáci a legionáři bojující v první a vojáci druhé světové války.

### Po roce 1945
S odchodem téměř veškerého německého obyvatelstva města v rámci odsunu sudetských Němců z Československa ve druhé polovině 40. let 20. století zůstala řada hrobů německých rodin opuštěna a bez údržby.
Ve Slaném není krematorium, ostatky zemřelých jsou zpopelňovány povětšinou v krematoriu v Kladně či Mělníku.

## Osobnosti pohřbené na tomto hřbitově

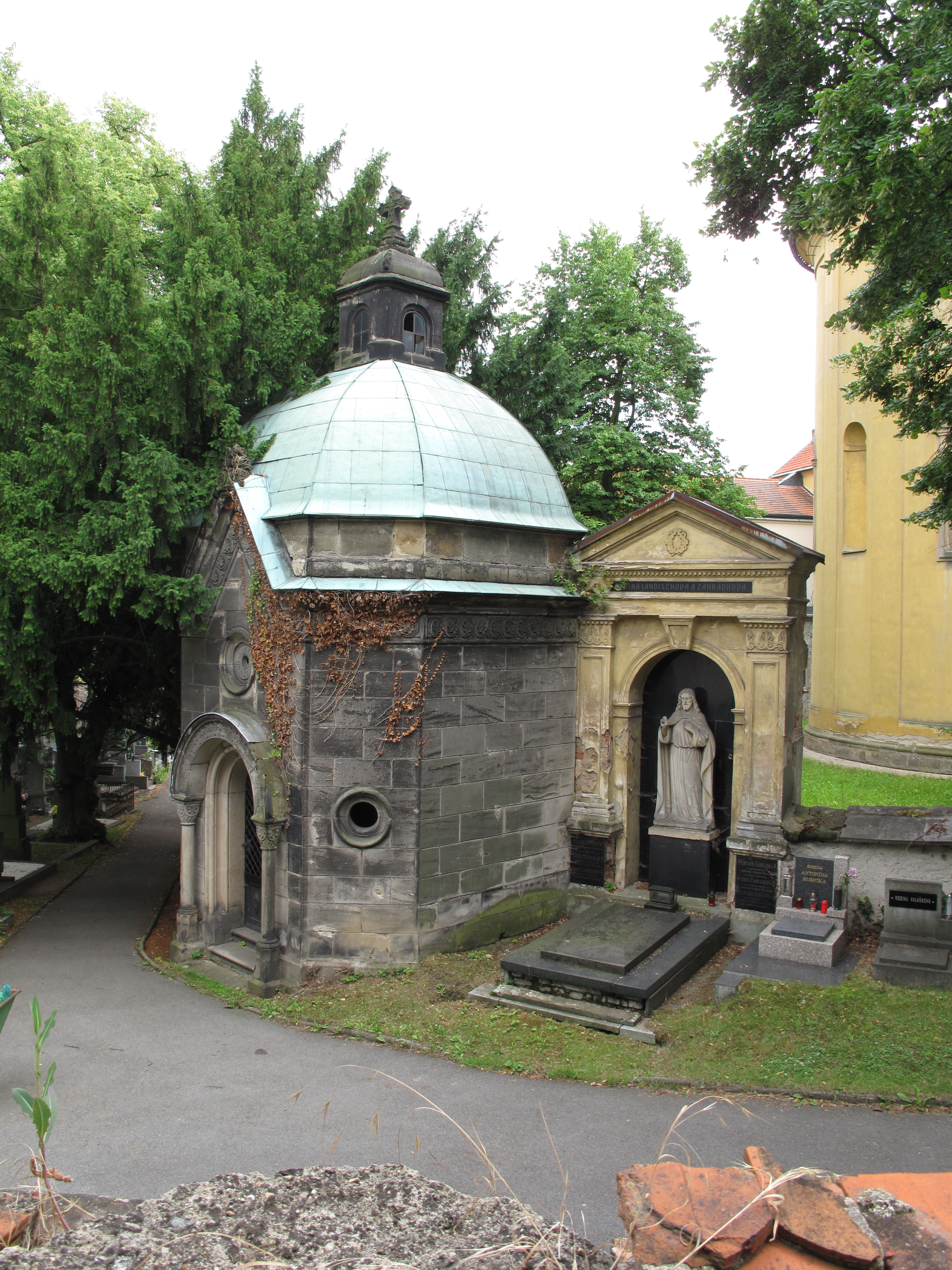
Hrobky na hřbitově

- Luisa Kocová z Dobrše († 1863) - spisovatelka a malířka
- Eduard Barclay de Tolly (1784–1813) – carský voják, zemřel na následky zranění po bitvě u Chlumce
- Ludvík Šimek (1837–1886) – sochař
- August Hemerka ze Stamnínu (1842–1911) – šlechtic, starosta města (rodinná hrobka)
- Baron Honoré de Lieser – původem belgický majitel přádelny
- Theodor Bolzano (1865–1913) – průmyslník, majitel strojírny Bolzano, Tedesco & Co. (pozdější ČKD Slaný)
- JUDr. Ferdinand Fürstr – advokát
- Antonín Ptáček – žurnalista, mladočech
- Emil Verner (?–1929) – muzejník
- Karel Hubatka (1790–1866) – první český purkmistr města
- Julius svobodný pán Fröhlich z Elmbachu a Groara (1865–1905) – rytmistr 4. pluku hulánů
- Karel Scheinpflug starší (1865–1913) – majitel kovovýrobní továrny
- Karel Scheinpflug mladší (1869–1948) – novinář a spisovatel
- Václav Vilém Štech (1885–1974) – historik umění, novinář

### Rodinné hrobky
- Hrobka svobodných pánů Stockarů z Bernkopfu, Rudolf I. byl knížecím správcem ve Zlonicích, Rudolf III. pražský architekt a designér
- Hrobka rodiny Dvořákovy
- Hrobka rodiny Wassermannovy (hrobku navrhl architekt Antonín Wiehl a provedl ji slánský kameník )
- Hrobka rodiny Hiekovy – rodina slánského stavitele
- Hrobka rodiny Vlčkovy – rodiče první dámy Hany Benešové
- Hrobka rodiny Jiráskovy
- Hrobka rodiny Košťálovy
- Hrobka rodiny Sedlákovy
- Hrobka rodiny Brožovských z Pravoslavů
- Hrobka rodiny Štulíkovy

## Galerie

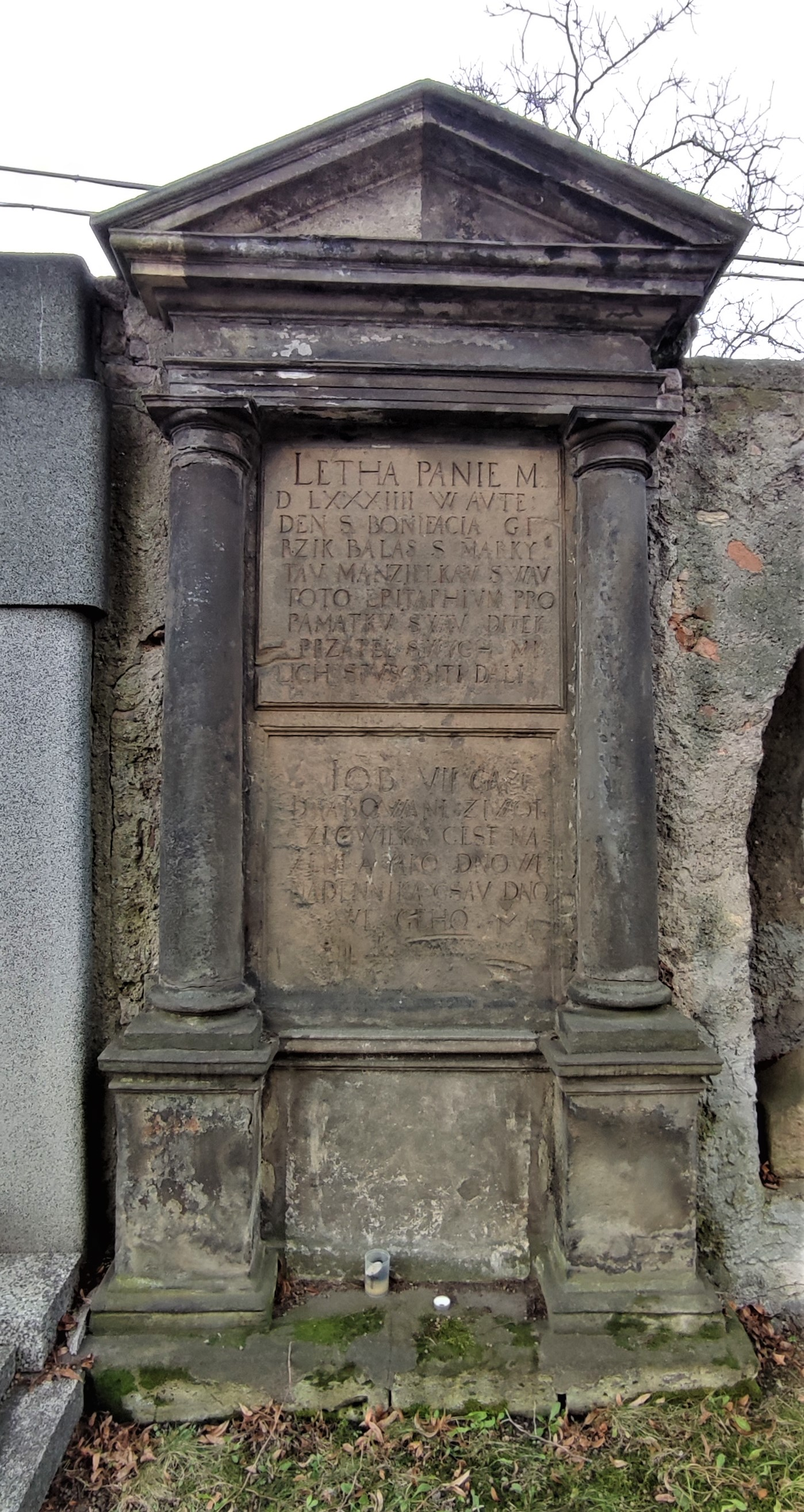
Epitaf Jiříka Balase, manželky a dětí (1584)
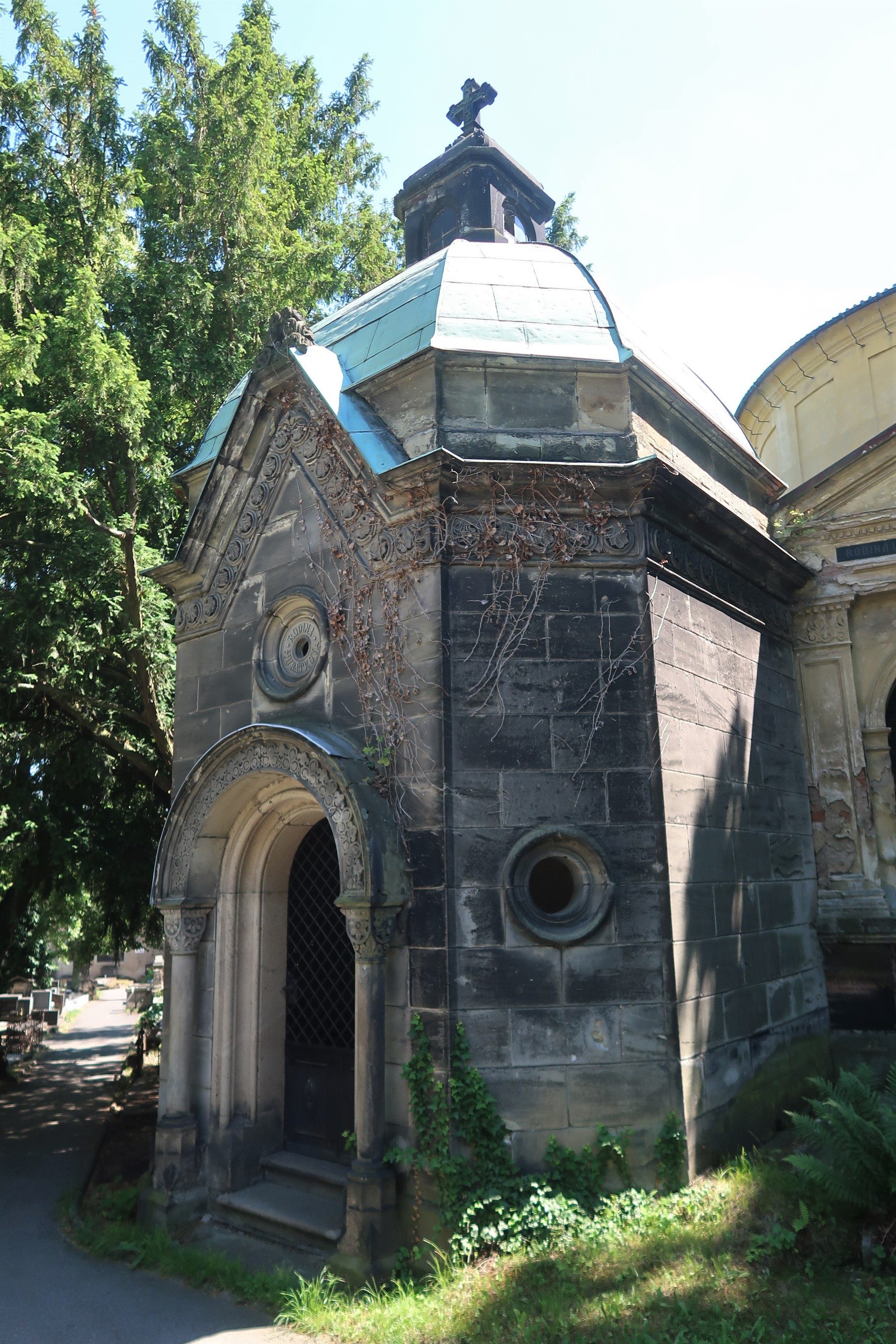
Hrobka rodiny Karla Hubatky (starosta města 1850–1865)
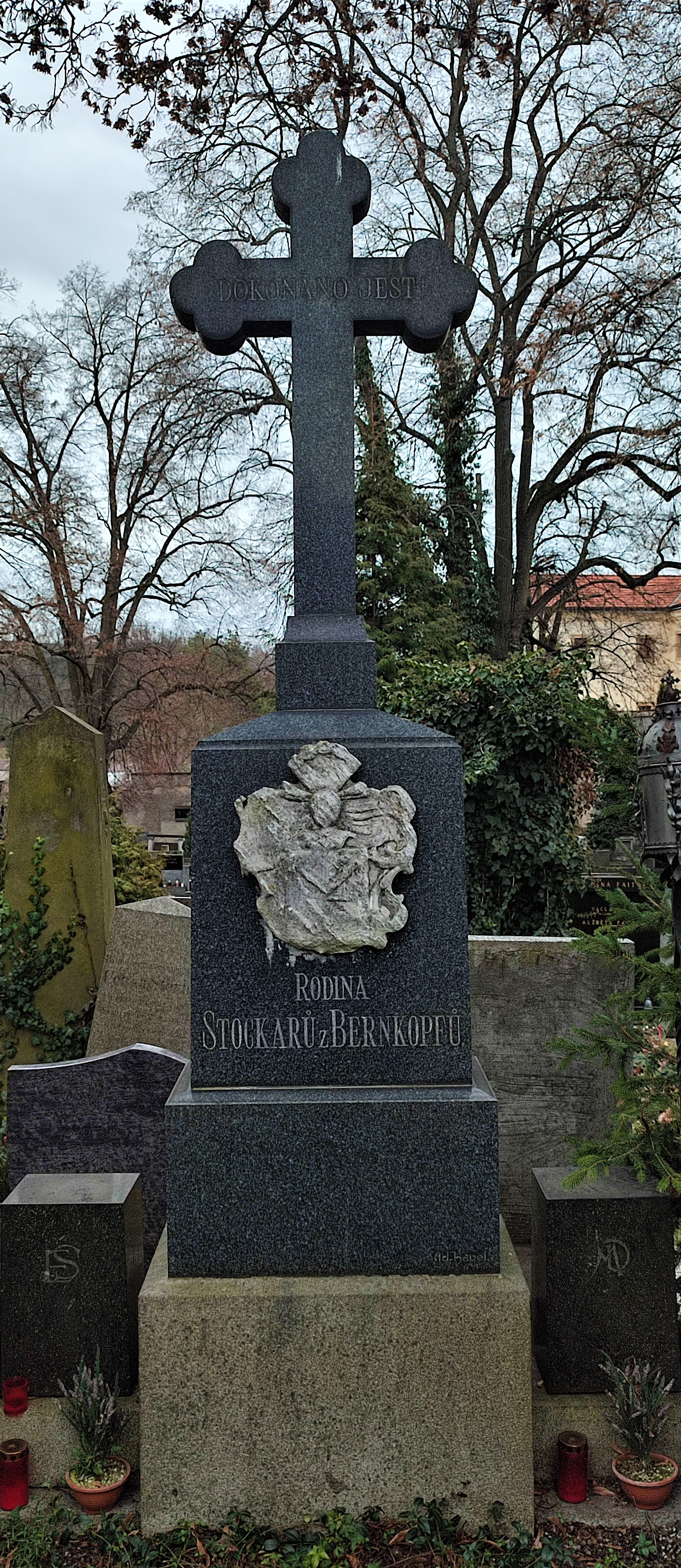
Náhrobek Stockarů z Bernkopfu
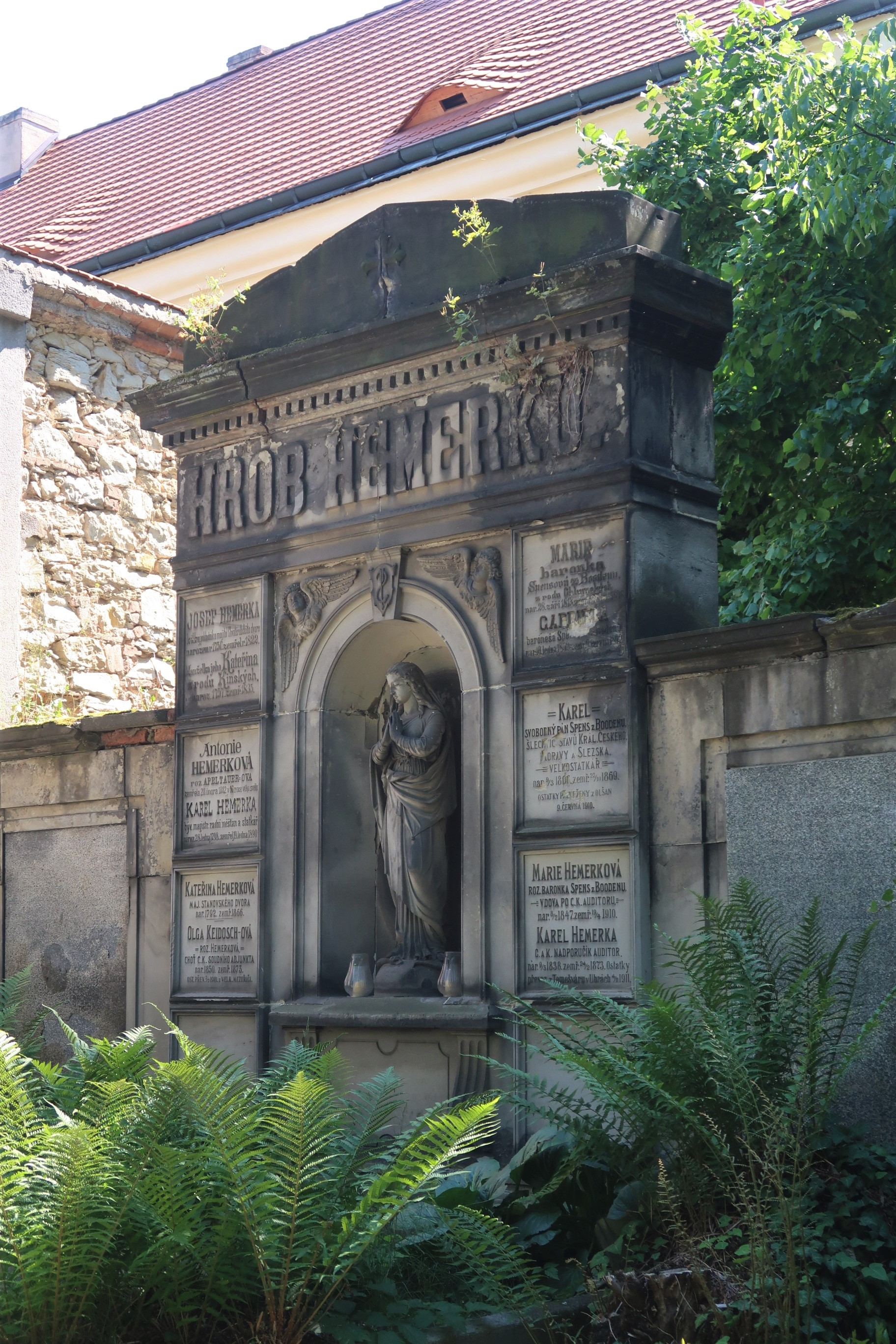
Hrobka rodiny Augusta Hemerky (starosta města 1881–1887)
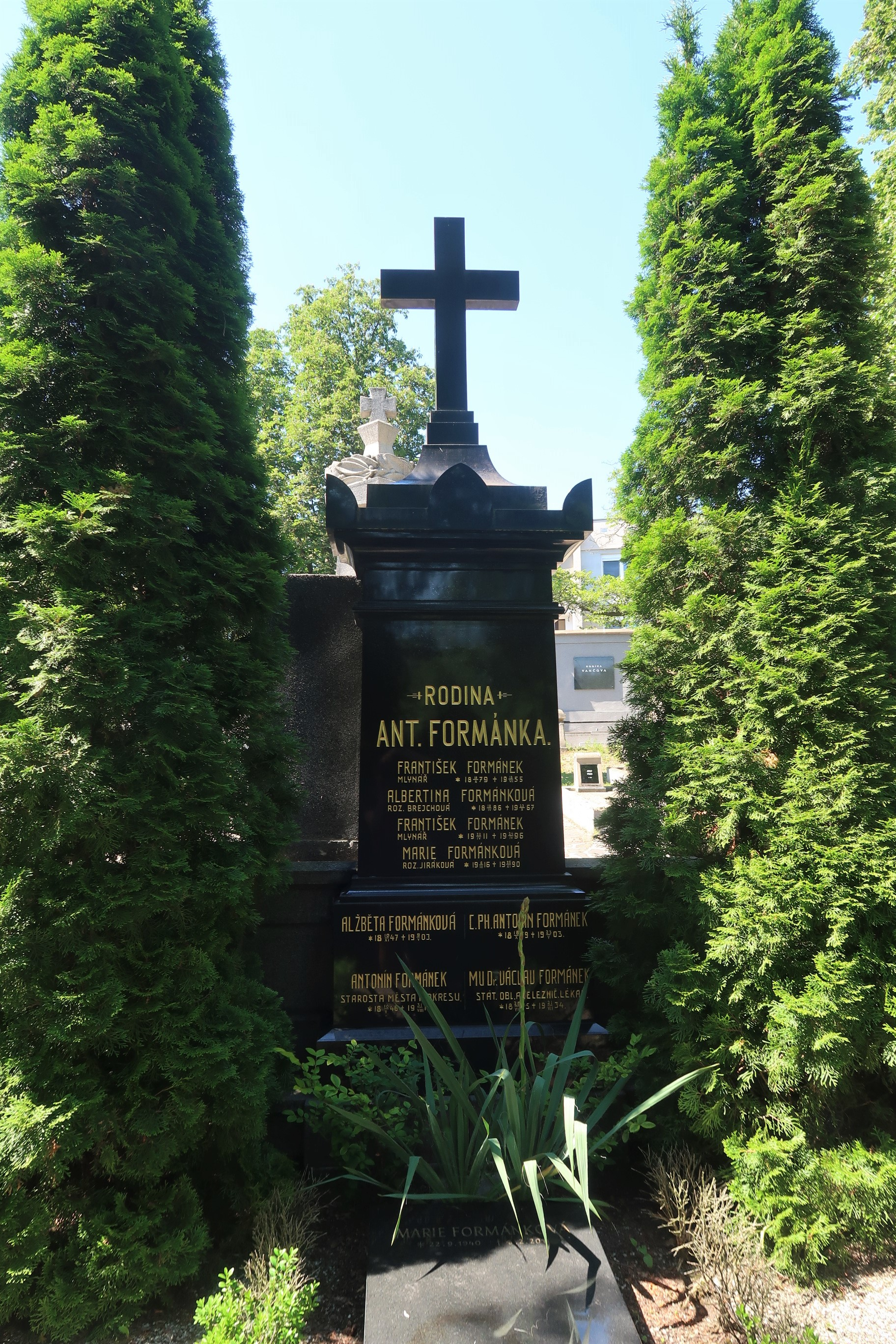
Hrobka rodiny Antonína Formánka, starosty města (1900–1904)
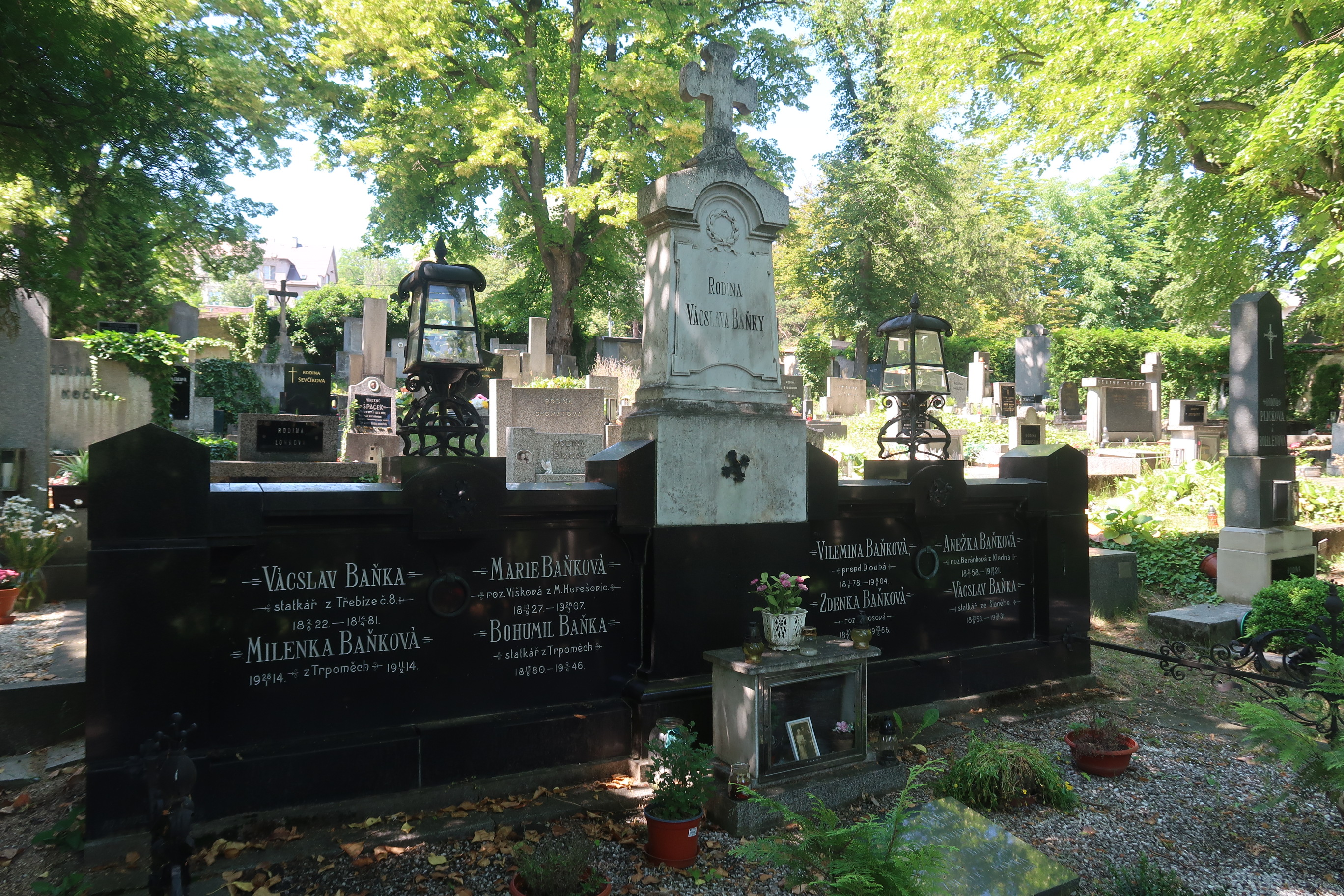
Hrobka rodiny Václava Baňky, starosty města (1905–1911)
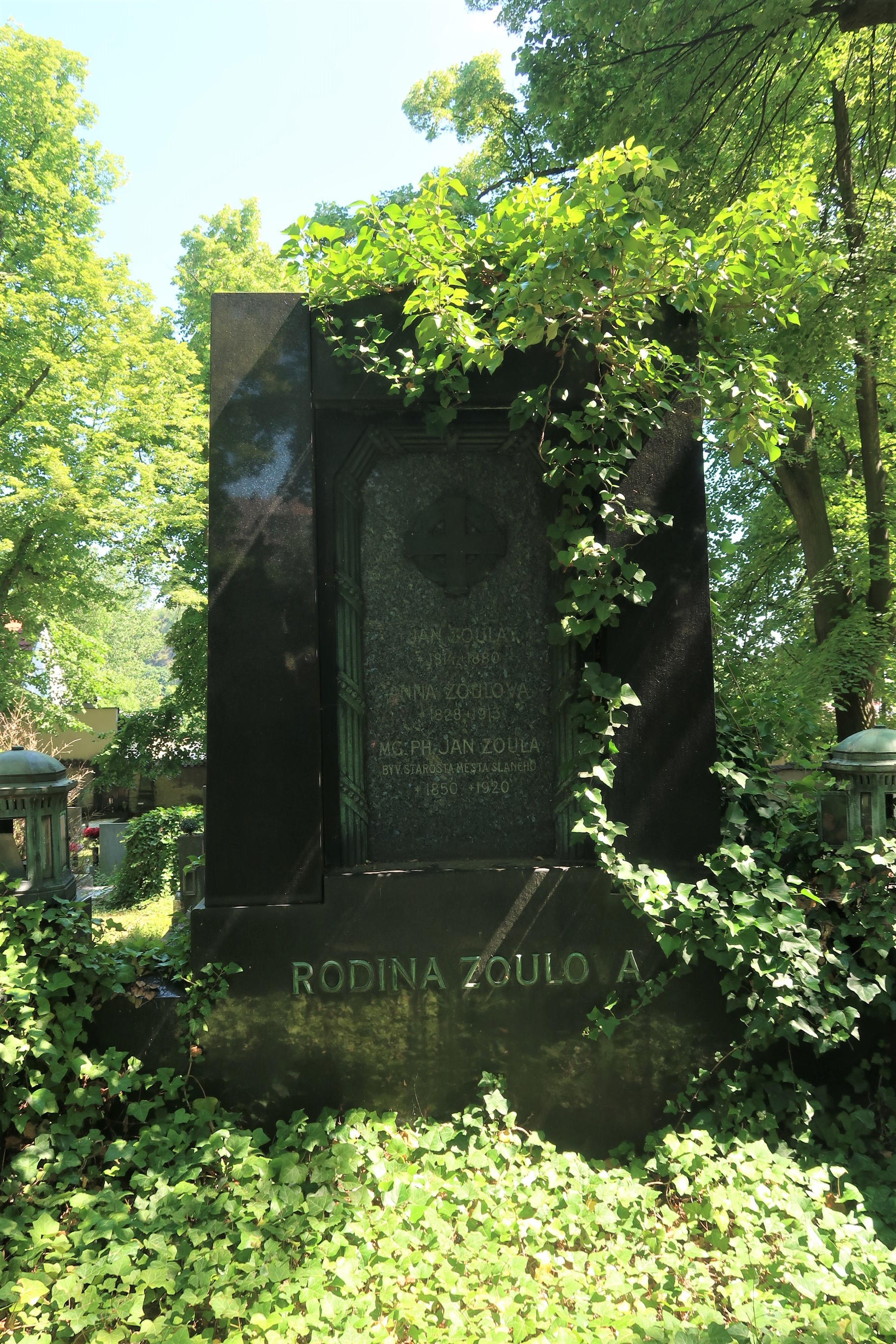
Hrobka rodiny Jana Zouly, starosty města (1913–1919)
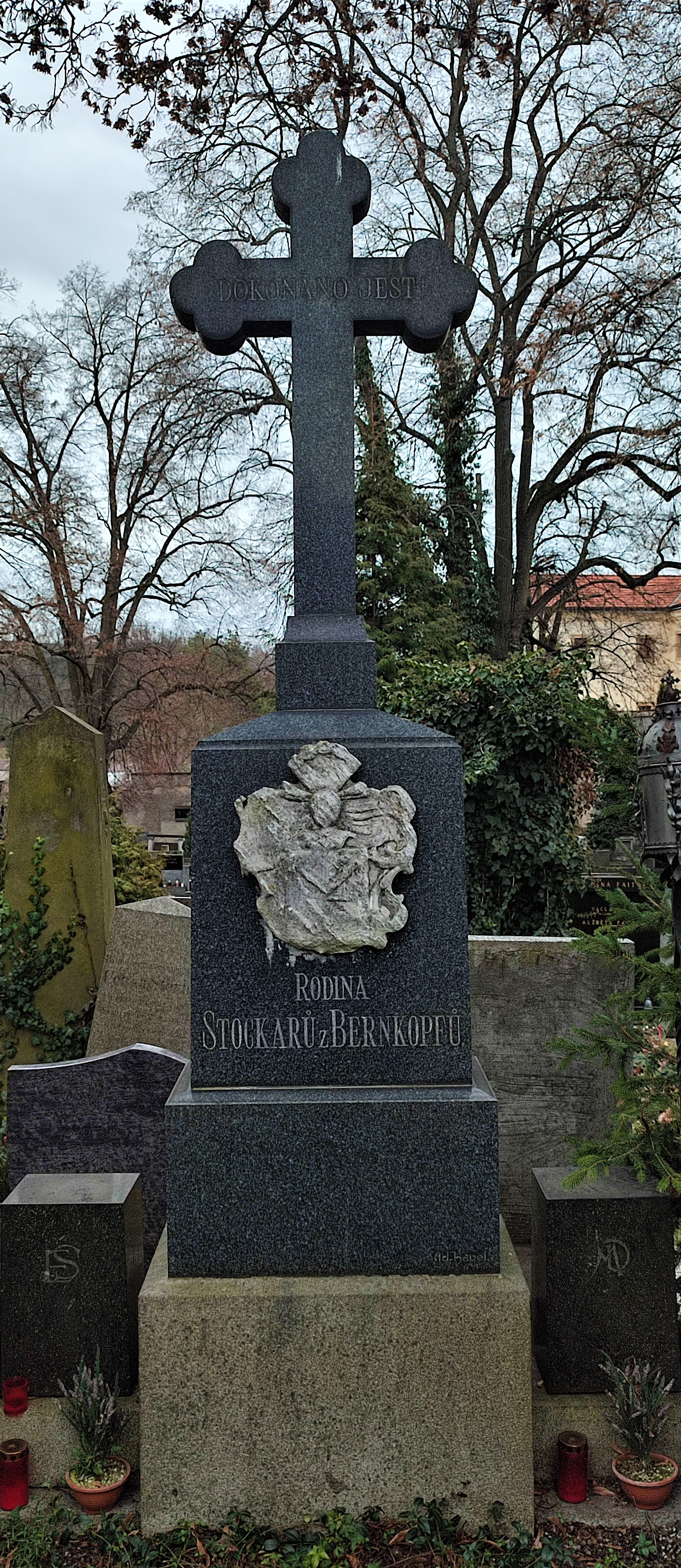
Náhrobek Stockarů z Bernkopfu
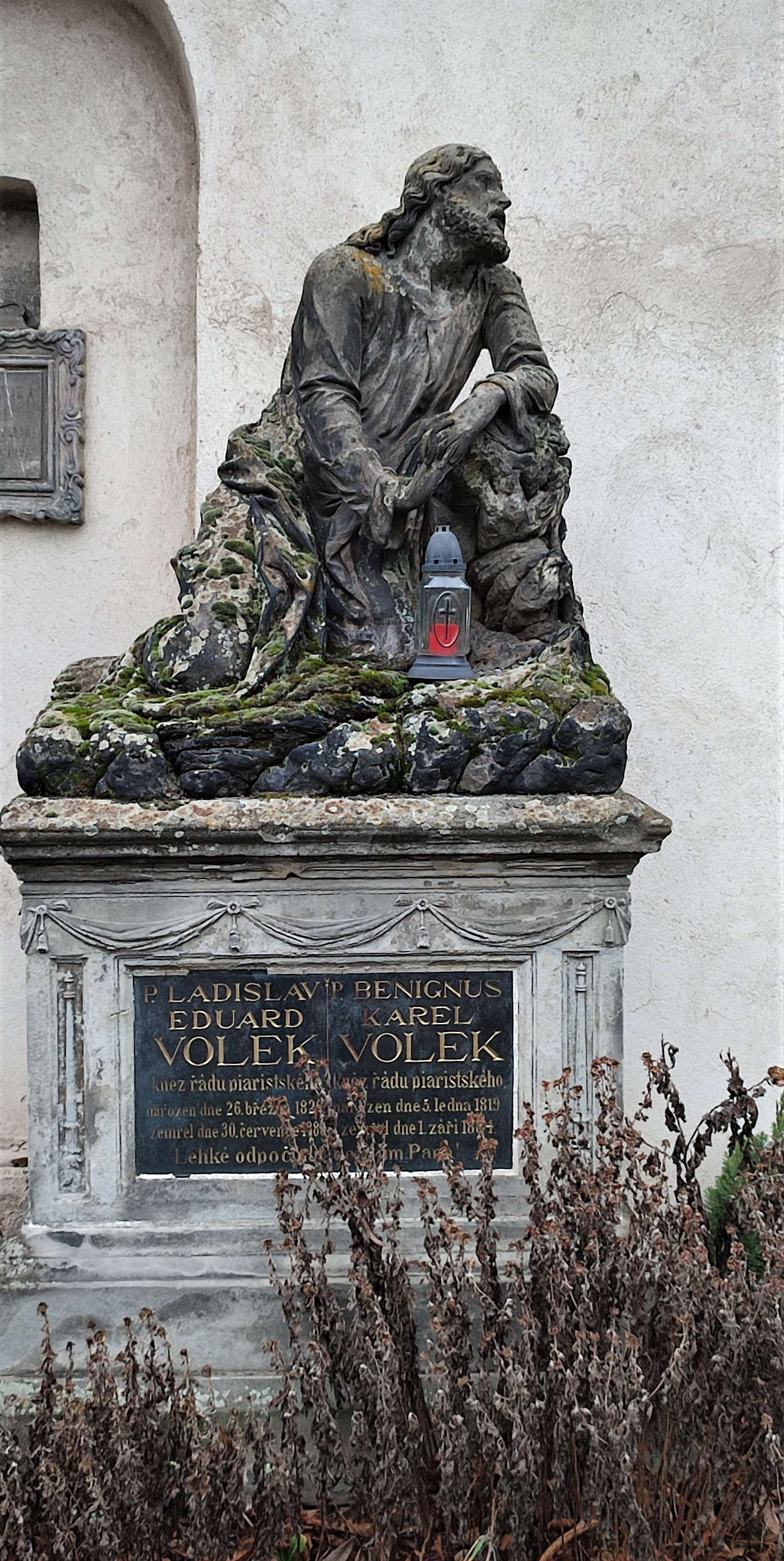
Náhrobek piaristů L. E. Volka a B. K. Volka
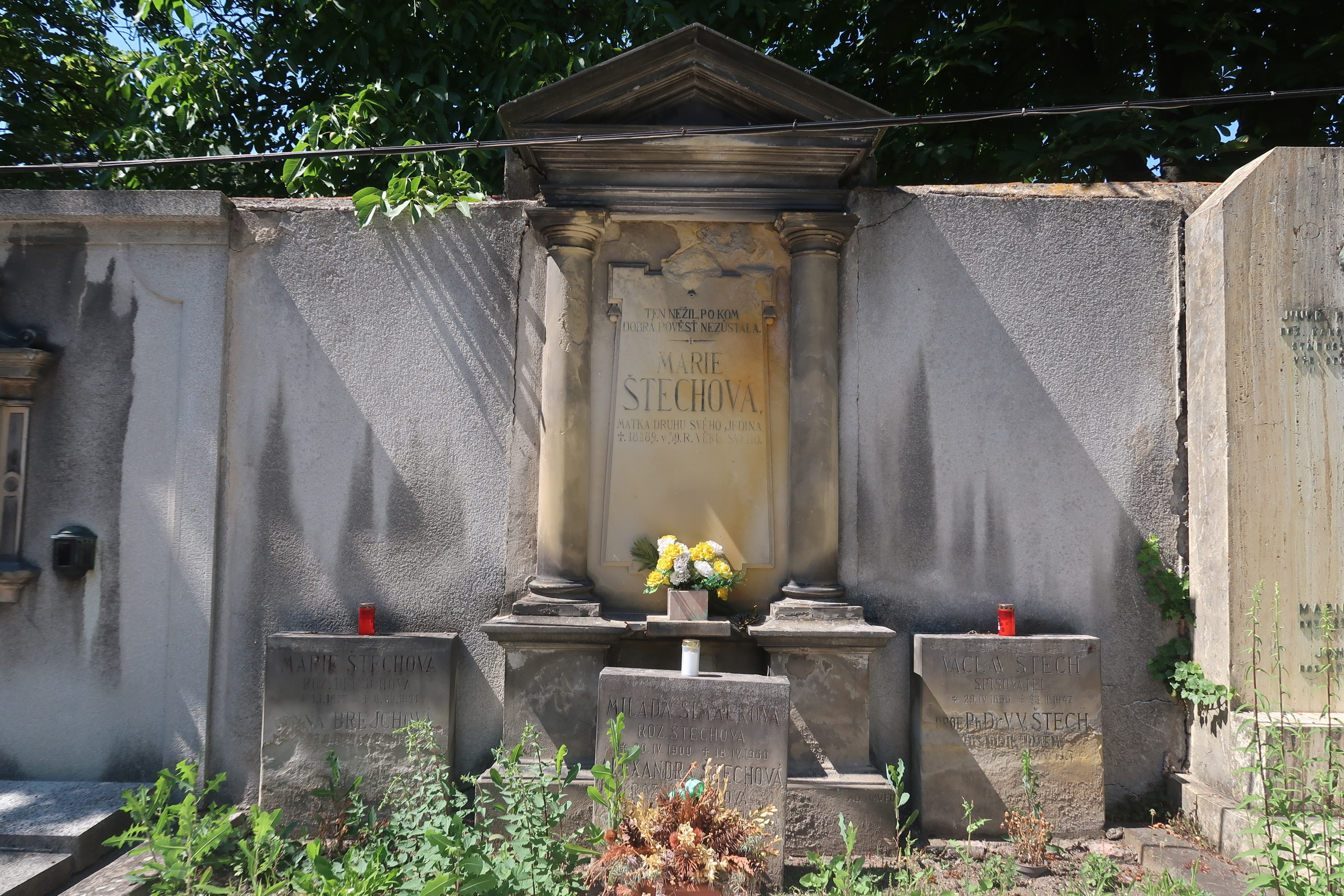
Hrobka rodiny Václava Štecha
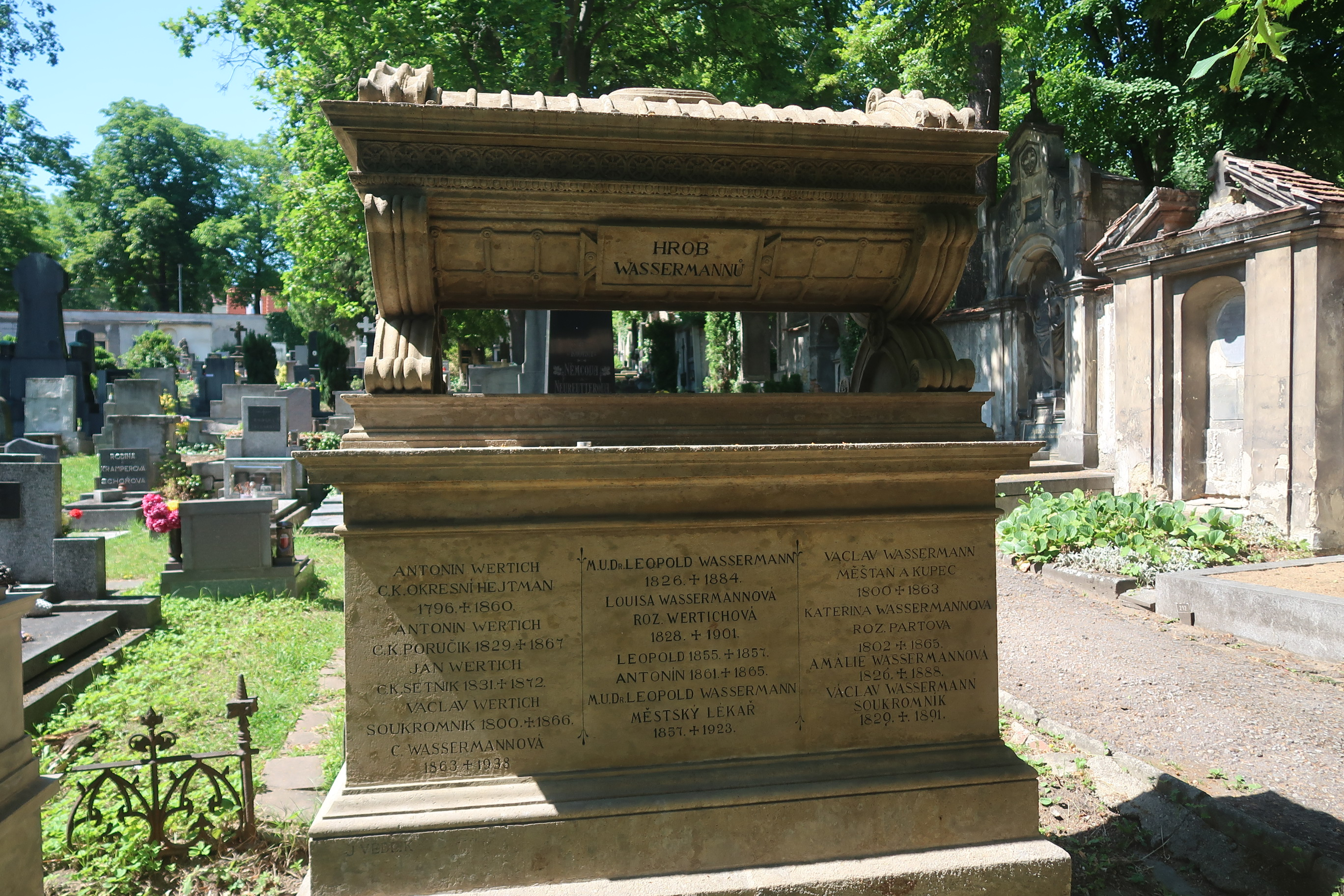
Hrobka rodiny Wassermannů; návrh Antonín Wiehl, provedl V. Vedlík
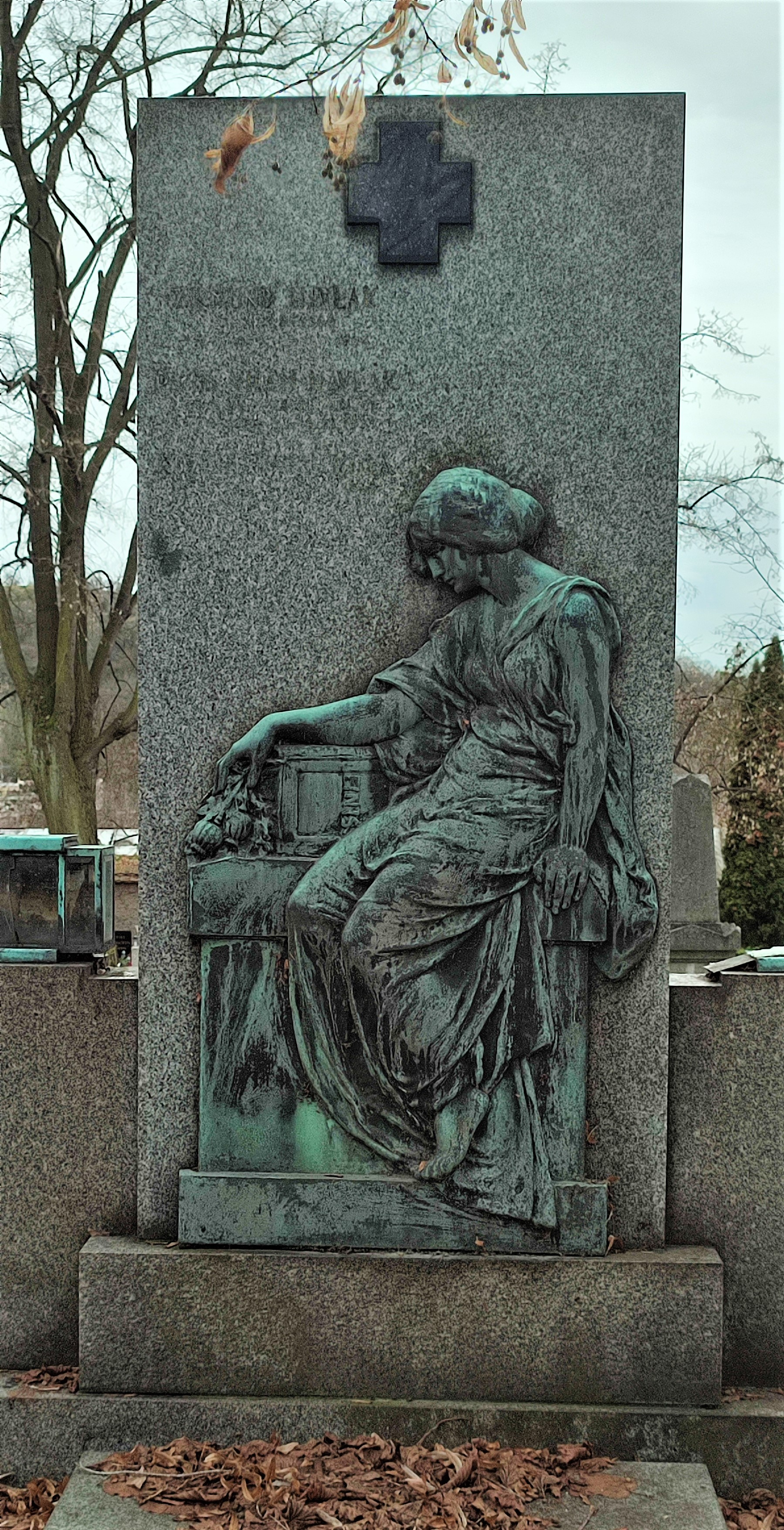
Hrob rodiny Sedlákovy
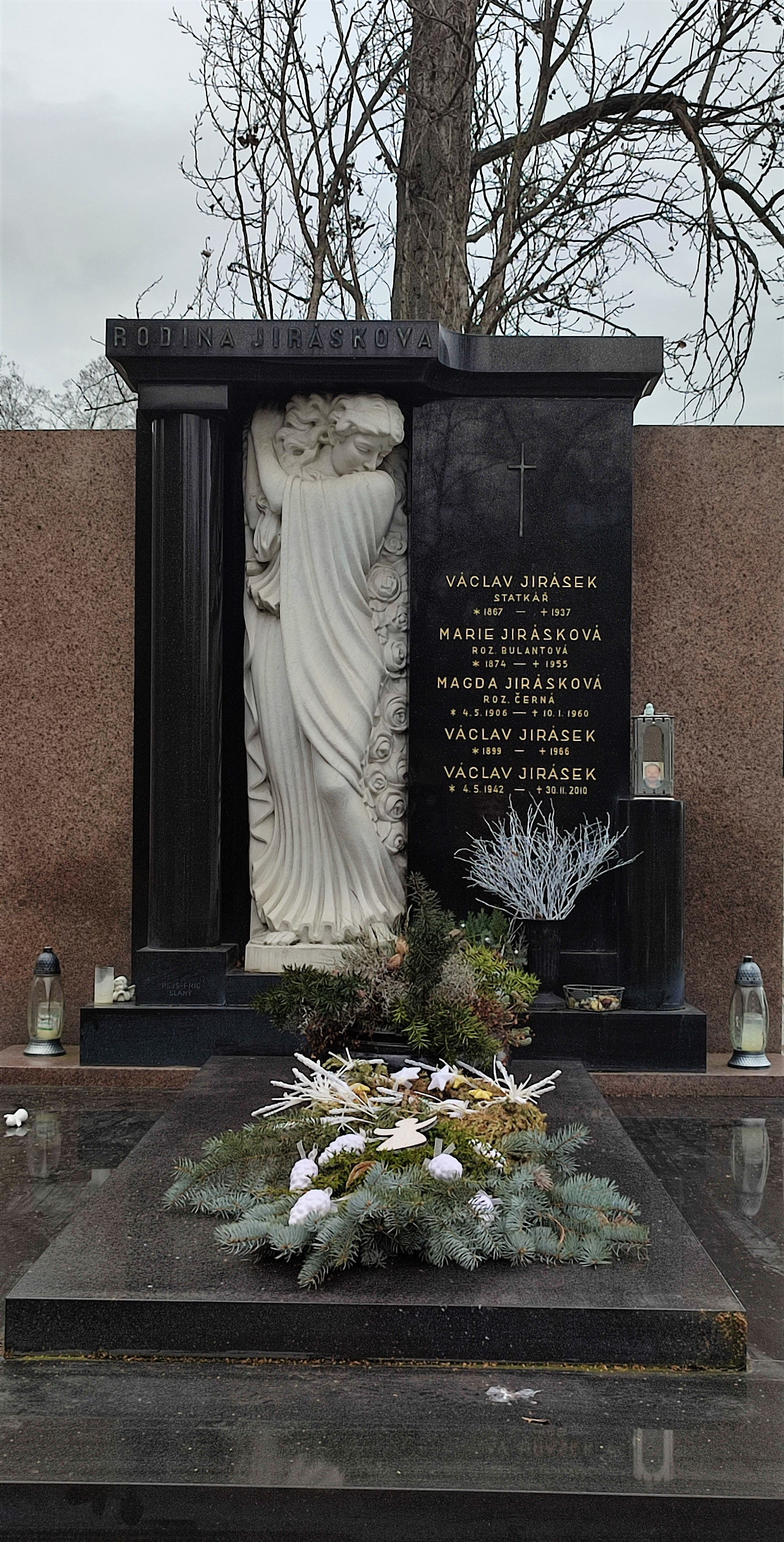
Náhrobek rodiny Jiráskovy
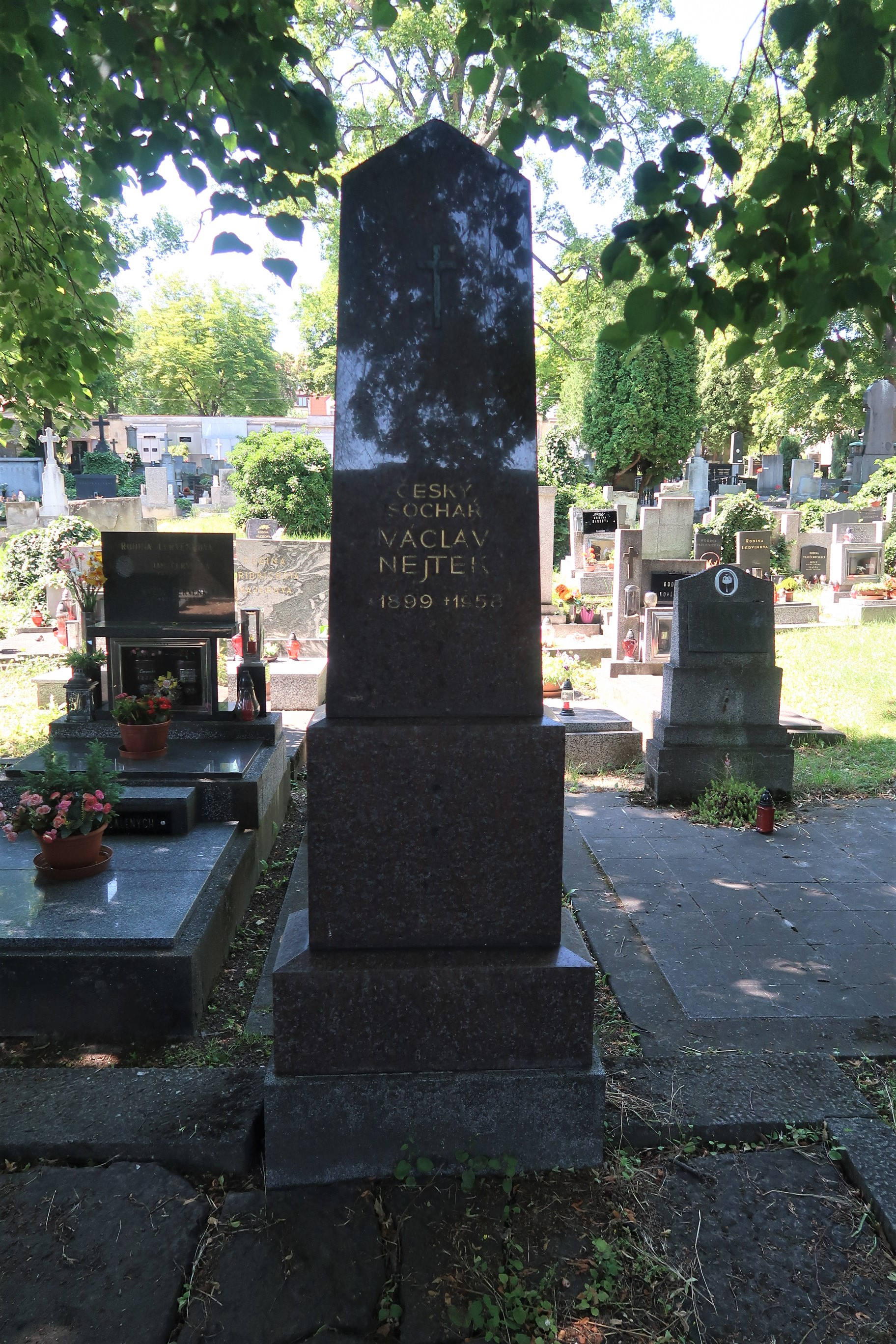
Hrob sochaře Václava Nejtka
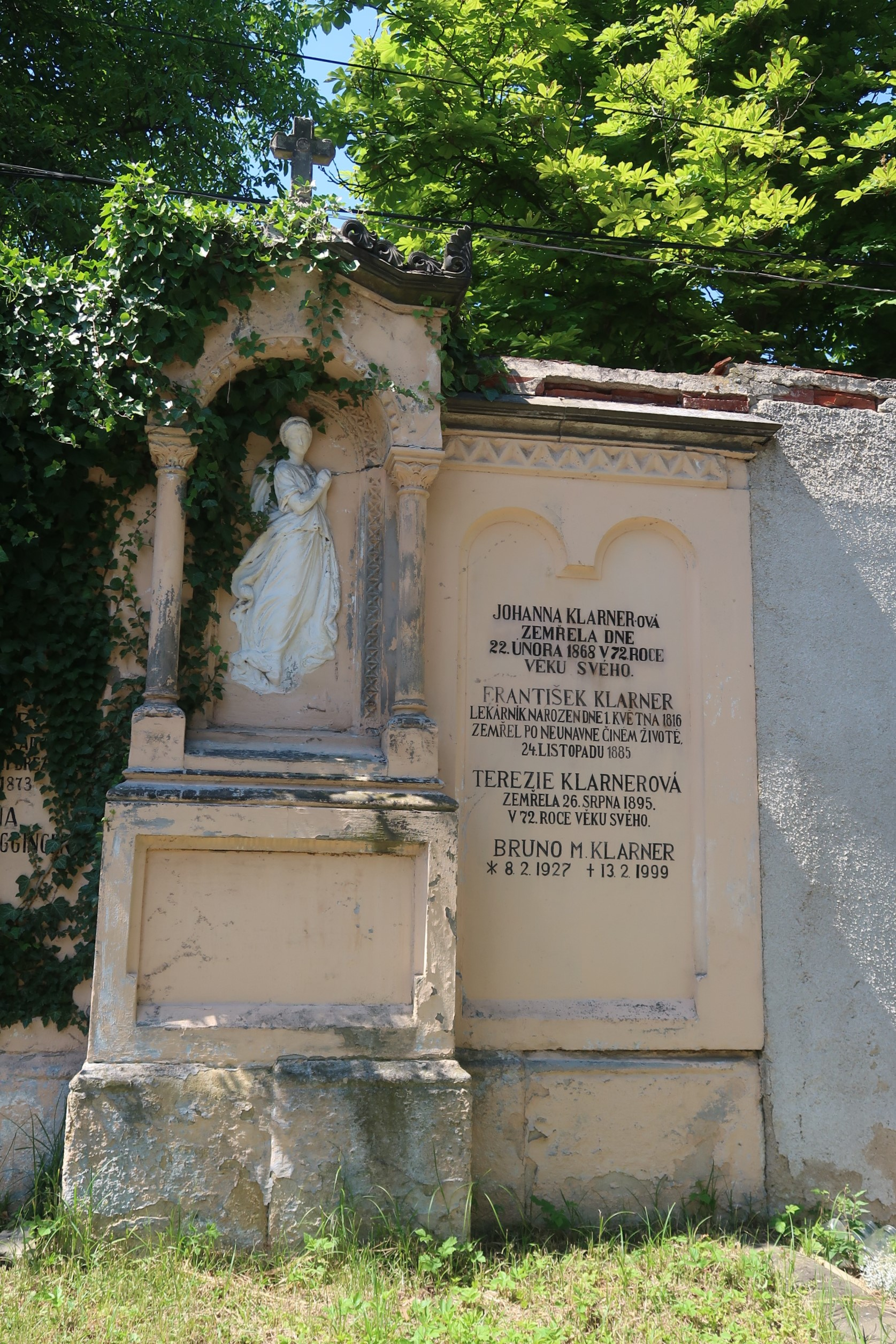
Hrobka rodiny lékárníka Františka Klarnera
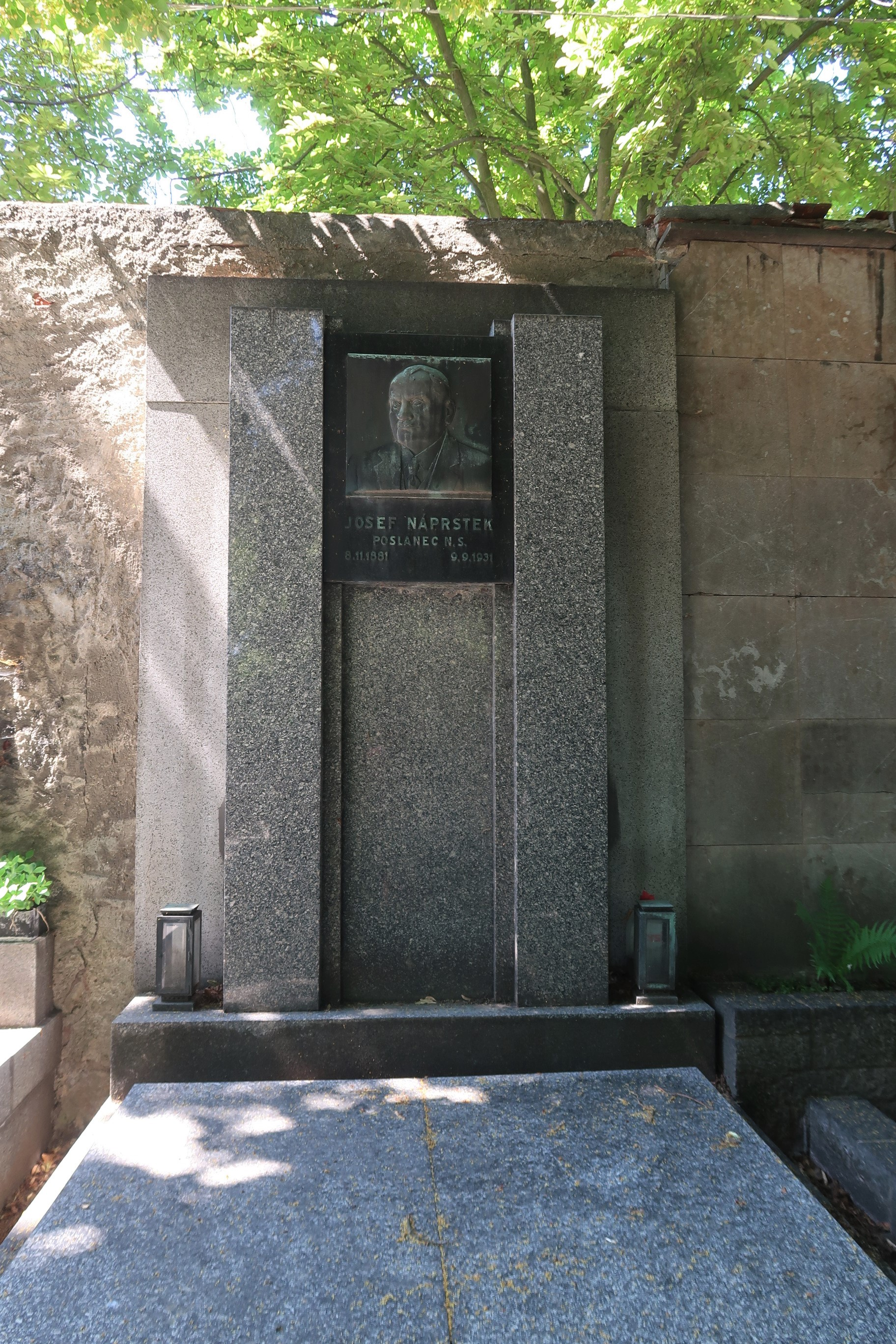
Hrobka politika Josefa Náprstka
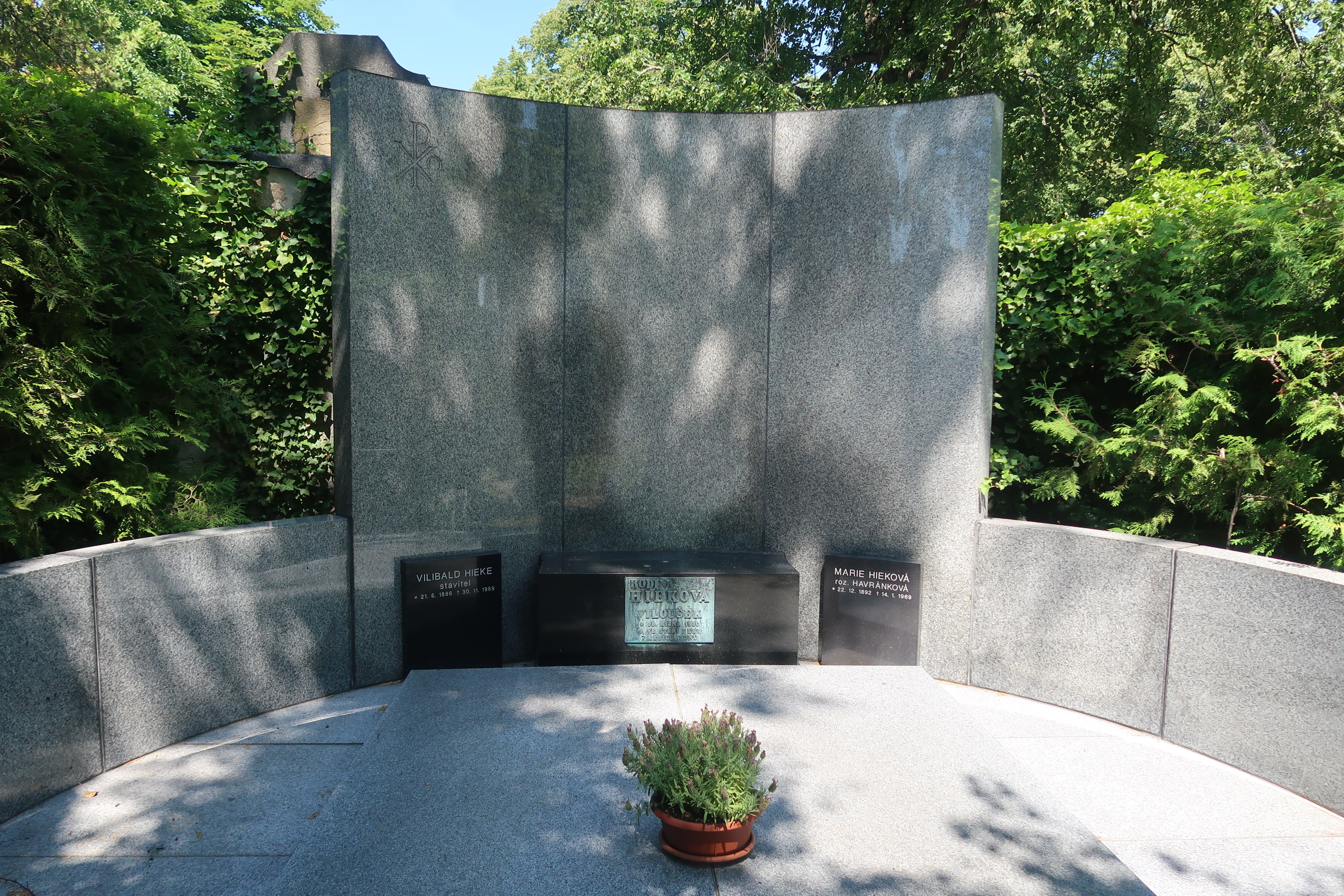
Hrobka rodiny stavitele Vilibalda Hiekeho
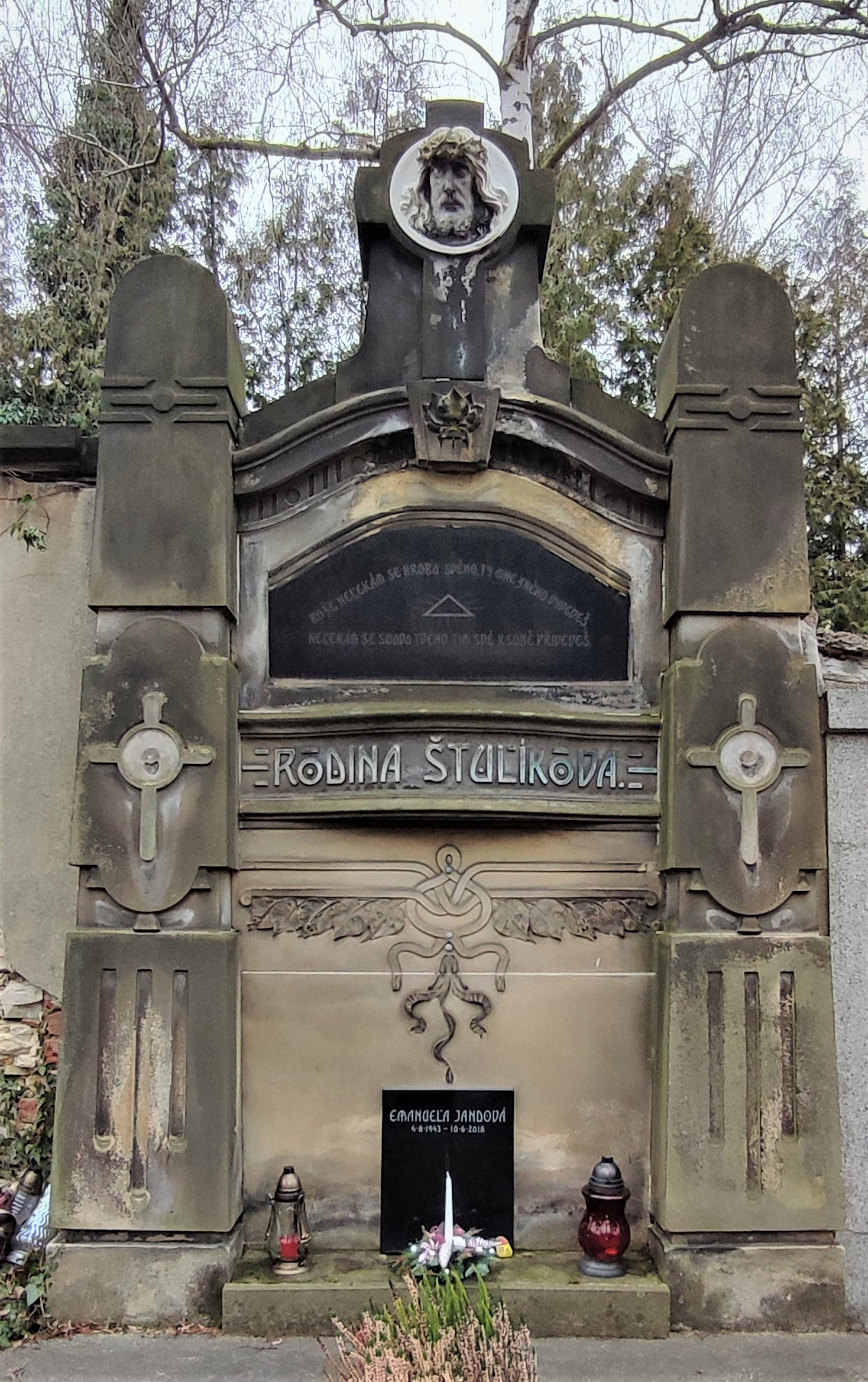
Náhrobek rodiny Štulíkovy